# كريس بيل (لاعب بوكر)
كريس بيل (بالإنجليزية: Chris Bell)‏ هو لاعب بوكر أمريكي، ولد في 26 يوليو 1971 في سانت بولس في الولايات المتحدة.